# Trichacantha atranupta
Trichacantha atranupta är en tvåvingeart som beskrevs av Elisabeth K. Stuckenberg 1955. Trichacantha atranupta ingår i släktet Trichacantha och familjen bäckflugor. Inga underarter finns listade i Catalogue of Life.